# Agnete von Prangen
Agnete von Prangen (27 de junio de 1880 – 12 de abril de 1968) fue una actriz y guionista cinematográfica danesa, activa en la época del cine mudo.

## Biografía
Nacida en Copenhague, Dinamarca, Agnete von Prangen se formó como actriz en la escuela del Teatro Real de Copenhague, debutando a los 21 años en esa misma institución. En 1904 pasó al Folketeatret de Copenhague, donde permaneció hasta el año 1914, cuando hubo de dejar el teatro por problemas cardiacos. 
Debutó en el cine en 1910 con la película Kærlighed og Venskab, dirigida por Eduard Schnedler-Sørensen. A lo largo de su trayectoria actuó en una treintena de producciones mudas, todas ellas rodadas para Nordisk Film, y en las cuales en ocasiones era protagonista. 
Agnete von Prangen se casó con el director August Blom en 1908, aunque la pareja se divorció ocho años después. Al casarse con Blom, ella pensó en dirigir películas, ya que no quería que se percibiera que su puesto de actriz era debido a estar casada con el director. Mientras estuvo casada, utilizó el nombre de Agnete Blom, pero tras separarse recuperó su apellido. 
Von Prangen falleció en Copenhague, Dinamarca, en 1968, a los 88 años de edad. Fue enterrada en el Cementerio de Ordrup. 

## Filmografía

### Guionista
- 1914 : Arbejdet adler, de Robert Dinesen
- 1914 : Forbandelsen
- 1915 : Nattens Gaade, de Hjalmar Davidsen
- 1916 : Børnevennerne, de Holger-Madsen
- 1916 : Syndens datter, de August Blom
- 1918 : For Barnets Skyld, de Robert Dinesen
- 1919 : Livets Omskiftelser, de Robert Dinesen
- 1919 : Konkurrencen, de Robert Dinesen

### Actriz
- 1912 : Kærlighed og Venskab, de Eduard Schnedler-Sørensen
- 1912 : Dødens Brud, de August Blom
- 1912 : Manegens Stjerne, de Leo Tscherning
- 1912 : Shanghai'et, de Eduard Schnedler-Sørensen
- 1912 : Hans første Honorar, de August Blom
- 1912 : Montmartrepigen
- 1912 : Operabranden, de August Blom
- 1913 : Under Blinkfyrets Straaler, de Robert Dinesen
- 1913 : Den store Operation, de Robert Dinesen
- 1913 : Hjælpen, de Robert Dinesen
- 1913 : Manden med Kappen, de Robert Dinesen
- 1913 : Troløs, de August Blom
- 1914 : Man skal ikke skue Hunden paa Haarene, de Sofus Wolder
- 1914 : Tøffelhelten, de Robert Dinesen
- 1915 : Drankersken, de Hjalmar Davidsen
- 1916 : Mysteriet paa Duncan Slot, de George Schnéevoigt
- 1916 : Syndens datter, de August Blom
- 1916 : Naar Hjerterne kalder, de Hjalmar Davidsen
- 1916 : Letsindighedens Løn, de Robert Dinesen
- 1916 : Kornspekulantens Forbrydelse, de Robert Dinesen
- 1916 : Guldets Gift, de Holger-Madsen
- 1917 : Fiskerlejets Datter, de Hjalmar Davidsen
- 1917 : Den ny Rocambole, de Robert Dinesen
- 1918 : Lykkens Budbringer, de Alexander Christian
- 1918 : Blomsterpigens Hævn, de Hjalmar Davidsen
- 1918 : For Barnets Skyld, de Robert Dinesen
- 1919 : Livets Omskiftelser, de Robert Dinesen
- 1919 : Fattigdrengen, de Alexander Christian
- 1919 : Konkurrencen, de Robert Dinesen